# 埃博利
埃博利（義大利語：Eboli），是意大利萨莱诺省的一个市镇。总面积137.47平方公里，人口38034人，人口密度276.7人/平方公里（2009年）。ISTAT代码为065050。